# Quadral (Unternehmen)

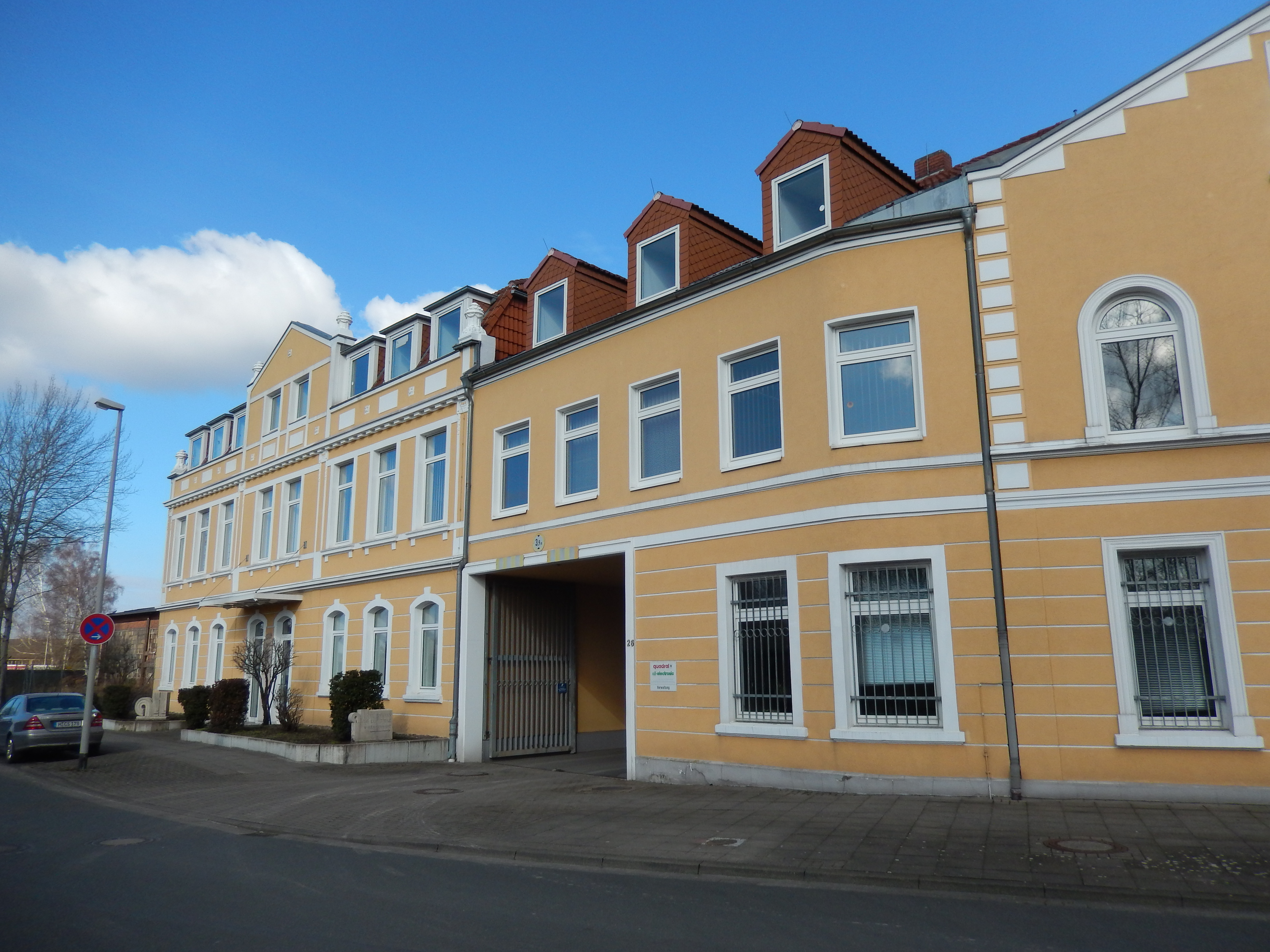
Firmengebäude der quadral GmbH & Co. KG

Die quadral GmbH & Co. KG ist ein deutscher Hersteller und Vertrieb von Hifi- und High-End-Lautsprechern sowie hochwertigen Hifi-Komponenten. Der Firmensitz befindet sich in Hannover im Stadtteil Herrenhausen.
quadral ist einer der größten deutschen HiFi-Lautsprecherhersteller. Der Firmenname setzt sich zusammen aus dem Begriff Quadrofonie sowie dem Namen der ursprünglichen Vertriebsfirma all-Akustik.
Das Unternehmen vertreibt seine Produkte weltweit. Das Lautsprecherangebot reicht von Stand- und Regalboxen über verschiedene Heimkino- und Surround-Systeme. Darüber hinaus bietet quadral unter dem Namen Aurum eine Serie von hochwertigen Lautsprechern sowie High-End-Elektronikkomponenten im oberen Preissegment an.
quadral ist Mitglied der Vermarktungsgemeinschaft High End Society.

## Geschichte

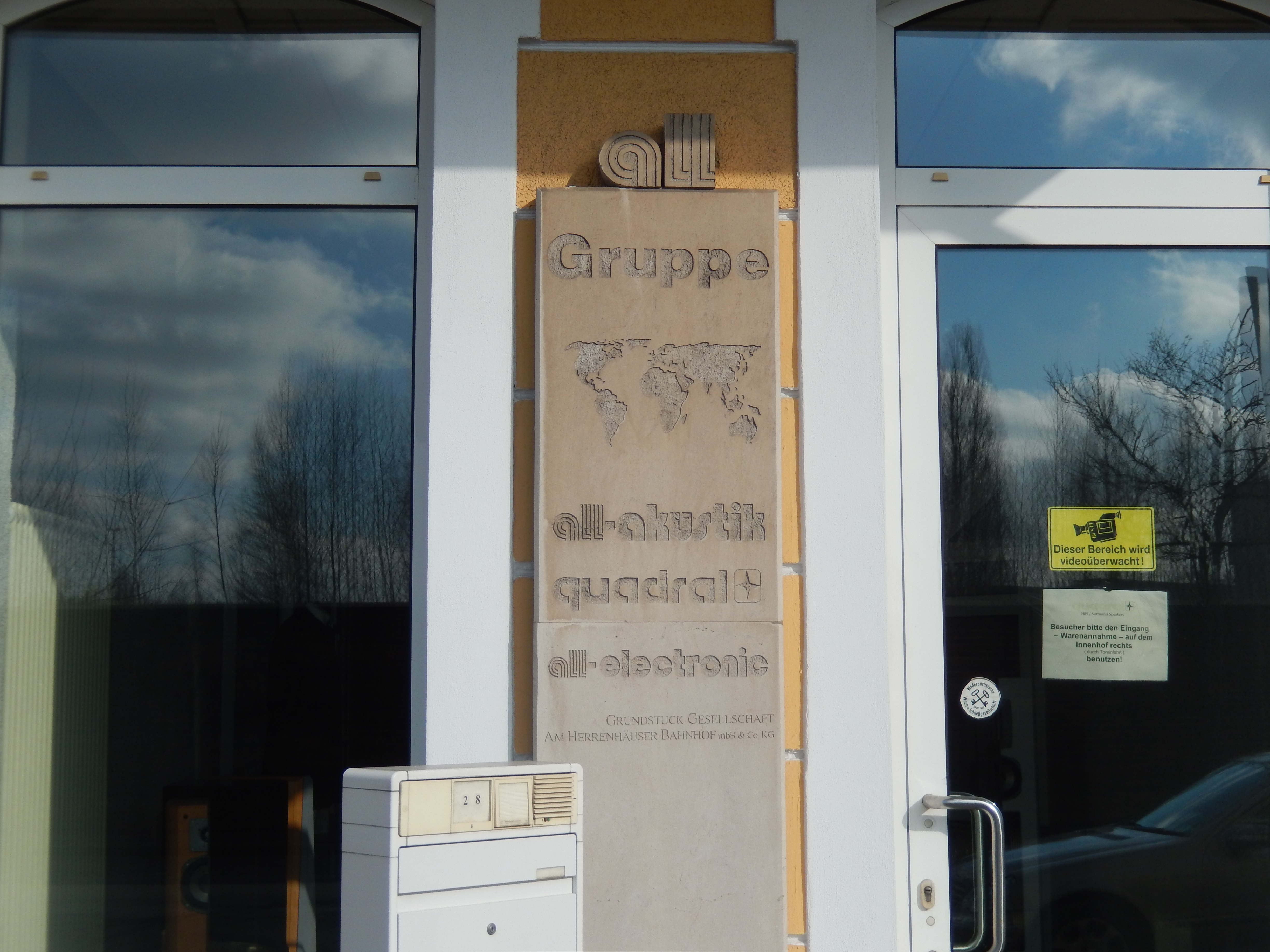
Firmenschild

1972 gründeten Hans-Dieter Hoffmann, Helmut Pabel, Horst Enders und Friedel Hofmann in Hannover die Firma all-Akustik für den Vertrieb von Unterhaltungselektronik. Firmen wie Luxman und Sansui Electric als Hifi-Komponenten-Hersteller, Fujifilm mit Audio-/Videokassetten und Camcordern, Citizen und der Plattenspielerhersteller Micro Seiki sorgten dafür, dass all-Akustik einer der größten deutschen Hifi-Vertriebe wurde. Nachdem bereits eigene Lautsprecher unter den Namen all und quand vertrieben wurden, wurde 1973 mit quadral eine neue eigene Lautsprechermarke vorgestellt. 1981 wurde die von Helmut Schaper entwickelte Titan I mit überragendem Ergebnis getestet und hielt über acht Jahre als Referenzmodell in ihren drei Entwicklungsstufen die Spitzenposition in der Fachzeitschrift Stereoplay.
Die Titan III wurde von den Lesern der Zeitschrift Hifi Vision als Gerät des Jahres 1987 ausgezeichnet. 1988 entwickelte und fertigte quadral für Blaupunkt drei Lautsprechermodelle für deren ArTech-Serie. In den 1990er Jahren gab es mit LM traffic neue Produktlinien im Car-Hifi-Sektor, im Multimedia- bzw. PC-Lautsprecherbereich sowie Sat-Receiver und Antennen. Seit 1992 findet der Vertrieb einheitlich unter dem Namen quadral statt, die all-Akustik dient noch als Muttergesellschaft.
Schaper verfeinerte seine Entwicklung der Titan bis 1996 zur teilaktiven Version V. 1998 kam Berndt Stark von JBL und leitete bis zu seinem Wechsel 2005 zu Burmester Audiosysteme die Lautsprecherentwicklung. 2000 übernahm quadral den deutschen Vertrieb von Nakamichi und Sherwood.
2006 brachte quadral den chinesischen Hersteller Hisense mit Flachbildfernsehern auf den deutschen Markt ein. 2009 übernahmen mit Jürgen Brinkmann, Edmond Semmelhaack, Björn Semmelhaack und Stefan Eisenhardt die zweite Generation der Gesellschafter die Firmenleitung.
2011 startete quadral unter dem Namen Aurum eine eigene Elektronikserie, bestehend aus in Deutschland handgefertigten Verstärkern und CD-Spielern. Gleichzeitig wurde der Vertrieb der französischen Hifi-Marke Advance Acoustic sowie des Kabelherstellers Supra übernommen.
Chefentwickler wurde der bereits früher im Unternehmen tätige Toningenieur Sascha Reckert.
In den meisten Modellen sitzen eigenentwickelte Lautsprecherchassis, zu erkennen an der markenspezifischen Korbform, z. B. die langjährig bewährten ALTIMA-Membranen aus Aluminium, Titan und Magnesium. Ebenso haben Bändchenlautsprecher und Magnetostaten bei quadral eine lange Tradition und werden seit Firmengründung in diversen Modellen verbaut.
Im Oktober 2020 übernahm das österreichische Gebäudeautomations-Unternehmen Loxone das Unternehmen.

## Produkte

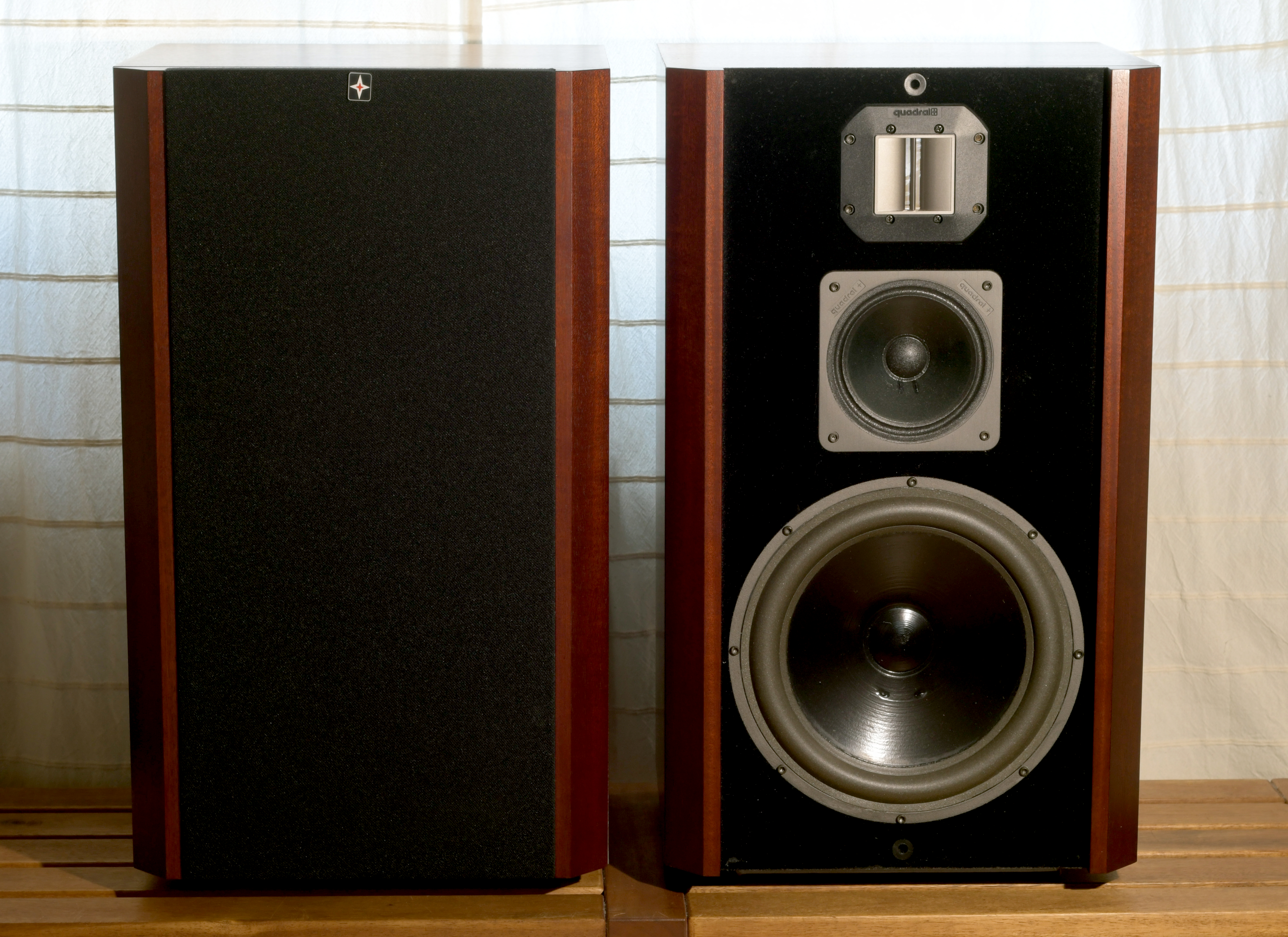
Ein Paar Quadral Shogun Mk II aus dem Jahr 1986, mit und ohne Frontabdeckung

Die von Quadral hergestellten Lautsprecher werden in verschiedenen Leistungs- und Preisklassen angeboten, wobei das Topmodel seit 1981 den Namen Titan trägt. Weitere Modelle aus dem Topsegment wurden durchgehend Vulkan, Montan, Wotan, Amun, Shogun und Tribun benannt. Die Lautsprecher wurden kontinuierlich weiterentwickelt. Die erste Generation Mk I erschien 1981. 1983 folgte Mk II, 1986 Mk III, 1990: Serie Mk IV, 1996 Mk V, 2001 Mk VI, 2006 Mk VII, 2011 Mk VIII und 2016 die aktuelle neunte Generation.

## Sponsoring
quadral war während der Saison 2016/2017 Sponsor des Eissportvereins Hannover Indians.